# 全日本学生レスリング王座決定戦
全日本学生レスリング王座決定戦（ぜんにほんがくせいレスリングおうざけっていせん）は、日本学生レスリング連盟が主催するレスリングの全国大会のひとつ。

## 概要
毎年全日本学生選手権後の9月または10月に駒沢オリンピック公園総合運動場体育館で開催される大学対抗戦（団体戦）である。
男子フリースタイルで大学ごとに各階級に1人ずつの7人で出場。ノックアウトトーナメント方式で優勝を争う。
2010年の開催を最後に廃止された。

## 歴代優勝校
| 年   | 優勝校       |
| ---- | ------------ |
| 2001 | 日本体育大学 |
| 2002 | 日本体育大学 |
| 2003 | 日本大学     |
| 2004 | 日本大学     |
| 2005 | 日本大学     |
| 2006 | 拓殖大学     |
| 2007 | 日本体育大学 |
| 2008 | 早稲田大学   |
| 2009 | 早稲田大学   |
| 2010 | 拓殖大学     |